# Alphonse Bottard
Alphonse Bottard, né le 16 avril 1819 à Châteauroux (Indre) et mort le 18 septembre 1886 à Bouesse (Indre), est un homme politique français.

## Biographie
Avoué à Châteauroux, il est représentant de l'Indre de 1871 à 1876 et siège au centre gauche. Il est réélu député en 1876 et est l'un des 363 qui refusent la confiance au gouvernement de Broglie, le 16 mai 1877. 
Battu en 1877 et 1878 par le candidat de droite, il quitte la vie politique. 

## Sources
- « Alphonse Bottard », dans Adolphe Robert et Gaston Cougny, Dictionnaire des parlementaires français, Edgar Bourloton, 1889-1891 [détail de l’édition]